# Суаньї
Суаньї́ (фр. Soignies, нід. Zinnik) — комуна у Валлонії, розташована у провінції Ено, округ Суаньї. Належить до Французького мовного співтовариства Бельгії. На площі 110,30 км² проживають 25 420 чоловік, з яких 47,85 % — чоловіки і 52,15 % — жінки. Середній річний прибуток на душу населення 2003 року становив 12 023 євро.
Поштовий індекс: 7060-7063. Телефонний код: 065/067.